# Zakład Karny w Cieszynie

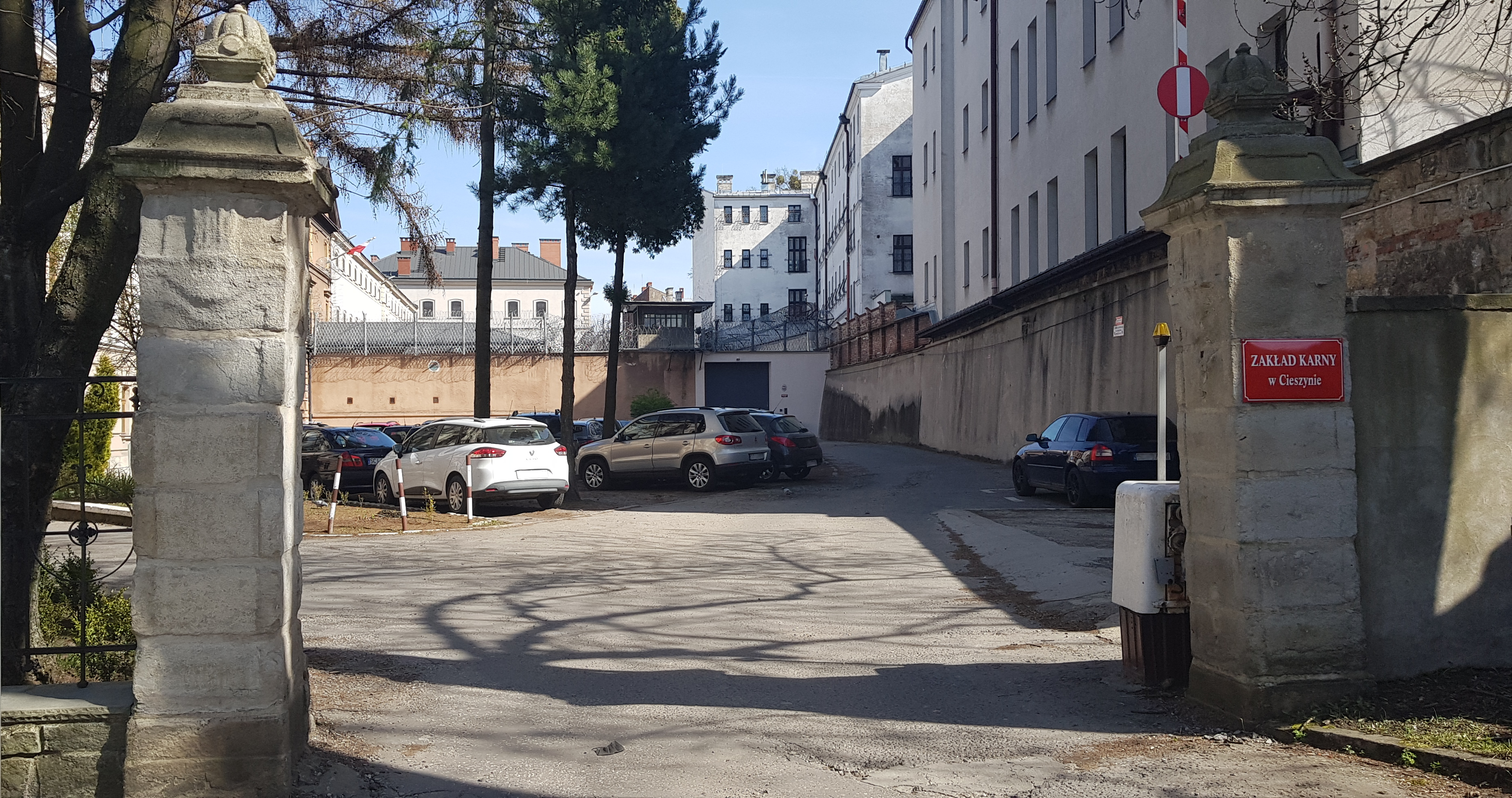
Zakład Karny w Cieszynie

Zakład Karny w Cieszynie jest jednostką typu zamkniętego. Przeznaczony jest dla recydywistów penitencjarnych, posiada również oddział dla tymczasowo aresztowanych, pozostających w dyspozycji: Sądu Rejonowego w Cieszynie, Prokuratury Rejonowej w Cieszynie, Sądu Rejonowego w Jastrzębiu-Zdroju, Prokuratury Rejonowej w Jastrzębiu-Zdroju. Pojemność jednostki wynosi 406 miejsc i jest położona w centrum miasta, przy ulicy Bolesława Chrobrego 2, w bezpośrednim sąsiedztwie Sądu Rejonowego.
Plany budowy więzienia w Cieszynie powstały już w listopadzie 1858 roku. Ostatecznie jednak władze austriackie przystąpiły do budowy w marcu 1881. Budynek więzienia w Cieszynie oddany został do użytku w 1896 roku. W roku 1905 obok niego przy ulicy Garncarskiej postawiono gmach sądu.
W 1918 roku więzienie przejęło Niepodległe Państwo Polskie. W okresie międzywojennym więzienie cieszyńskie zaliczane było do I kategorii. W latach 1939-1945 więzienie pełniło funkcję oddziału karnego oraz oddziału śledczego skąd po krótkim pobycie kierowano osadzonych do innych więzień i obozów koncentracyjnych. Przez cieszyńskie więzienie podczas okupacji przewinęło się ponad 12 tysięcy osób.
Do roku 1945 więzienie nie było skanalizowane. Cele małe liczyły po 7 osadzonych, a duże po kilkadziesiąt osób. Cele ogrzewano piecami kaflowymi, do których wkładano opał od strony korytarzy więziennych. Duże pomieszczenia i warsztaty oświetlano lampami gazowymi. Na terenie więzienia znajdowała się: świniarnia, stolarnia, pracownia koszykarska, wytwórnia makaronu i garaże. W więzieniu funkcjonowały dwie kaplice – katolicka i ewangelicka.
W połowie lat 50. w wydzielonej części więzienia otwarto Szpital Chorób Płucnych.
W latach 80. zakład przeszedł kapitalny remont. Wyremontowano sieć kanalizacyjną, wodna i elektryczną. Do każdej celi doprowadzono ciepłą wodę, a w oddziałach szpitalnych wykonano odrębne ubikacje z umywalkami w łączonych celach wieloosobowych. W 1992 roku w zakładzie wydzielono część przeznaczoną dla tymczasowo aresztowanych.
Ogółem w części penitencjarnej dla osadzonych przeznaczonych było 155 pomieszczeń, w tym: ambulatorium, gabinet RTG, gabinet EKG i USG. Do dyspozycji osadzonych były trzy świetlice i dwa punkty biblioteczne. Oddziały szpitalne miały własne łaźnie. Więzienie ogrzewane jest z miejskiej sieci grzewczej. Magazyny, warsztaty, kuchnia, zabezpieczają w pełni właściwe funkcjonowanie jednostki.
Zakład Karny w Cieszynie od roku 1987 zaliczony został do zabytków architektury. W latach 2005–2007 zakład (część mieszkalna dla osadzonych) przeszedł kolejny gruntowny remont. Oprócz generalnego remontu cel, wygospodarowano miejsce na kantynę dla osadzonych, wyremontowano również pomieszczenia biblioteki, radiowęzła i kaplicę. Obecnie kaplica powróciła do pierwotnej lokalizacji sprzed II Wojny Światowej.
W roku 2005 zlikwidowano Szpital Chorób Płucnych przy Zakładzie Karnym w Cieszynie, tym samym zwiększyła się pojemność, która obecnie wynosi 406 miejsc. Wszystkie cele posiadają wyodrębnione, zamykane kąciki sanitarne, wyposażone są w głośniki radiowęzła oraz domofony umożliwiające kontakt z funkcjonariuszem pełniącym służbę w oddziale, a także przyłącza, umożliwiające odbiór sygnału telewizyjnego.